# Rush D. Holt Sr.
Rush D. Holt Sr. (Weston, 1905. június 19. – Bethesda, 1955. február 8.) az Amerikai Egyesült Államok szenátora (Nyugat-Virginia, 1935–1941).